# No-Code-Plattform
Der Begriff No-Code-Plattform (auch No-Code-Entwicklungsplattform) beschreibt eine Entwicklungsumgebung für Software, welche es Entwicklern und anderen Berufsgruppen ermöglicht, Anwendungssoftware über grafische Benutzeroberflächen und Konfiguration anstelle der herkömmlichen Programmierung zu erstellen. No-Code-Plattformen sind eng mit Low-Code-Plattformen verwandt, da beide darauf ausgelegt sind, den Anwendungsentwicklungsprozess zu beschleunigen. Beide Plattformen haben an Popularität gewonnen, da Unternehmen mit einem stark begrenzten Angebot an Softwareentwicklern zu kämpfen haben.
Die Plattformen unterscheiden sich stark in ihrer Funktionalität, Integration und dem Einsatzgebiet. Einige Anwendungen konzentrieren sich möglicherweise nur auf einen bestimmten Geschäftsbereich wie Datenerfassung oder Workflow-Management, während andere versuchen, komplette Enterprise Resource Planning Software zu ersetzen.

## Anwendung
No-Code-Plattformen werden eingesetzt, um den Bedürfnissen der Unternehmen gerecht zu werden und Prozesse zu digitalisieren. No-Code-Plattformen werden, im Gegensatz zur traditionellen IT, oft mit dem Fokus auf die Anwender aus der Branche entwickelt. Diese Verlagerung des Fokus soll dazu beitragen, den Entwicklungszyklus zu beschleunigen, Geld zu sparen und knappe Ressourcen in der Softwareentwicklung zu umgehen. Dadurch wird es möglich, digitale Geschäftsstrategie in einem schnellen Entwicklungsprozess umzusetzen. No-Code-Plattformen lassen sich auch an APIs und andere Webservices anbinden, dadurch können No-Code-Plattformen tief in die IT-Infrastruktur integriert werden.
Der Wandel von traditioneller Unternehmenssoftware zu einer schlanken Entwicklungsmethodik verändert auch die Rolle der traditionellen IT-Leiter und Abteilungen. Während die IT früher nicht nur für die Zulassung neuer Technologien, sondern auch für die Beschaffung und Entwicklung neuer Anwendungen zuständig war, besteht die Rolle der IT heute zunehmend in der Steuerung von Unternehmenssoftware.
Zu den potenziellen Vorteilen der Nutzung einer No-Code-Plattform gehören:
Verfügbarkeit
Schätzungen zufolge wird im Jahr 2025 neue Software zu 70 % mit Hilfe von Low-Code- oder No-Code-Plattformen erstellt. Dieser anhaltende Wandel erhöht die Zahl der potentiellen Entwickler von Anwendungen. Es wird nicht nur Softwareentwicklern, sondern auch anderen Personen mit Internetzugang ermöglicht Software zu erstellen.
Agilität
No-Code-Plattformen bieten in der Regel ein gewisses Maß an vorgefertigter Benutzeroberfläche und User Experience-Funktionen. Dazu zählen Formulare, Workflows und Dashboards, dadurch kann der Prozess der Anwendungserstellung deutlich beschleunigt werden.
Vielseitigkeit
Zu Beginn waren No-Code-Plattformen auf grundlegendere Anwendungsfunktionen beschränkt. Mittlerweile bieten sie ein zunehmend hohes Niveau an Funktionen und Integrationsmöglichkeiten an. Diese ermöglichen es den Benutzern, spezifische Anwendungen zu konzipieren, zu entwickeln und einzusetzen.

## No-Code vs. Low-Code
Der Unterschied zwischen No-Code- und Low-Code-Plattformen ist fließend. Je nach Funktionalität einer Plattform kann diese zu einer Kategorie zugeordnet werden. Es gibt jedoch eine Reihe von Unterschieden, durch welche die Plattformen voneinander unterschieden werden können.
App Creator
No-Code-Plattformen sind für jeden Endbenutzer zugänglich, während Low-Code-Plattformen in erster Linie Entwicklern mit Kenntnissen von Programmiersprachen zur Verfügung stehen.
Core Design
No-Code-Plattformen funktionieren in der Regel nach einem modellgesteuerten, erklärungsorientierten Ansatz, bei dem der Endbenutzer das Design einer Anwendung durch Drag&Drop oder einfache Logik erstellt. Low-Code-Plattformen verwenden oft ein ähnliches Entwicklungsmodell mit einer größeren Abhängigkeit von handgeschriebenem Code, um die Kernarchitektur einer Anwendung zu erstellen.
User Interface
No-Code-Plattformen stützen sich meist auf ein voreingestelltes User Interface, welches das Design einer Anwendung vereinfacht und optimiert. Low-Code-Plattformen bieten unter Umständen eine größere Flexibilität bei den UI-Optionen, welche durch das Hinzufügen von handgeschriebenem Code erreicht werden kann.

## Sicherheit
Mit der zunehmenden Beliebtheit von No-Code-Entwicklungsplattformen haben auch die Bedenken hinsichtlich der Plattformsicherheit zugenommen. Besonders stark sind diese Bedenken bei Anwendungen, die Verbraucherdaten verarbeiten. Eine weit verbreitete Annahme ist, dass No-Code-Plattformen anfälliger für Sicherheitsbedrohungen sind. In Wirklichkeit ist handgeschriebener Code oft ein größeres Sicherheitsrisiko als Plattformcode, der durch seine konsistente Verwendung in mehreren Anwendungen validiert wurde. Mit No-Code Lösungen können Plattformen das, was hinter den Kulissen geschieht, vor den Benutzern verbergen. Dadurch können Endbenutzer ein Feld ändern oder modifizieren, ohne dass die Funktionalität der Anwendung verändert und die Sicherheit gefährdet wird.

## Kritik

### Qualifikationslücke
Einige Softwareentwickler stellen in Frage, ob die Entwicklung von Software durch Endanwender ein nachhaltiges Unterfangen ist. Die Geschwindigkeit mit der No-Code zu sog. Legacy führen wird häufig als Kritik angeführt, dies kann nur durch low-code oder full-code aufgelöst werden.

### Sicherheitslücken und Compliance Anforderungen
Entwickler und Firmen befürchten im Weiteren, große Sicherheitslücken in No-Code und Low-Code-Anwendungen können zu Vertrauensverlusten führen. Die Studie von OWASP zeigt, dass es bis zu 10 Sicherheitsrisiken gibt. Hinsichtlich Compliancerisiken beschreibt ASERVMENT, in einem Interview mit Christoph Pacher, dass gerade die Compliance von No-Code Anwendungen neben den Sicherheitsrisiken weitere Vertrauensverluste und Schäden erzeugen können.

### Trend oder Modeerscheinung
No-Code-Plattformen werden oft mit anderen Modeerscheinungen wie zum Beispiel 4GL und Rapid Application Development verglichen. Diese haben ebenso versprochen die Softwareentwicklung zu revolutionieren.

## Nennenswerte No-Code-Plattformen
- Shopstory[17]
- smapOne[18]
- n8n.io
- Nuclicore
- Google AppSheet
- Lobster_data[19]
- Make.com (Formerly Integromat)[20]
- IFTTT
- FileMaker
- Webflow
- Wix.com
- Zapier[21]
- Salesforce.com Lightning Platform
- Bubble
- make.com
- Univelop
- Airtable
- SeaTable
- Varify.io
- manubes.de